# Корова, кот и океан
«Корова, кот и океан» (фр. La Vache, le Chat et l'Océan) — французский анимационный телесериал из 52 двенадцатиминутных эпизодов, созданный Хьюгом Махоасом. Он транслировался с 2006 по 2007 год на телеканале France 5 в шоу Midi les Zouzous, а затем ретранслировался на телеканале Playhouse Disney. В России мультсериал транслировался на телеканале «Бибигон» (позднее — «Карусель»).

## Синопсис
Обречённая на конец своей жизни на скотобойне, Корова сбегает со своим другом Котом с фермы, где она живёт. Оба товарища мечтают добраться до «Острова животных» (фр. «l'Île aux animaux») — легендарного места, где животные живут в полной свободе.
Путешествие Коровы и Кота перемежается живописными и поучительными встречами. С каждым эпизодом они открывают для себя новый остров, который, как они надеются, станет их утопией, и новых животных, а также, реже, нескольких людей или даже динозавров. Эпизоды часто включают в себя лёгкий образовательный контент, который может быть сосредоточен на встреченных животных, а также на опреснении воды или понятии миража. После каждого прохода по острову Корова и Кот ведут короткую беседу по пути к горизонту.
В последней серии «Чудесный остров» (фр. «L'Île merveilleuse») путешественники находят на острове с разнообразным климатом множество животных, которых встречают на своём пути.

## Создатели
- Создатель: Хьюг Махоас
- Режиссёр: Пракаш Топси
- Автор сценария: Ален Серлуппус
- Художественный руководитель: Марджори Виал
- Композиторы: Лионель Пайет Пиджен, Роберт Бензрихен

### Актёры озвучивания во Франции
- Лаура Прежан: Корова
- Дональд Рейну: Кот
- Валери Носре: сова, аист, стрекоза, дополнительные голоса
- Бруно Магне: Олаф, единорог, дополнительные голоса